# Lepidostoma chaldyrense
Lepidostoma chaldyrense is een schietmot uit de familie Lepidostomatidae. De soort komt voor in het Palearctisch gebied.